# Gabriel Galmés Truyols
Gabriel Galmés Truyols (Manacor, 1962-2001) fou un escriptor mallorquí. Llicenciat en Filologia Anglesa. Va exercir la docència a instituts d'ensenyament secundari i a la Universitat de les Illes Balears. Com a articulista, lúcid i irònic, havia col·laborat en el 7Setmanari, Diario de Mallorca i a l'Avui. També va col·laborar com a autor dramàtic i traductor amb el grup de teatre Iguana.
Es va donar a conèixer com a escriptor amb un recull de narracions Scala averni (1985), reeditat amb el títol de Parfait amour (Quaderns Crema,1986), de gran unitat i en el qual usa la tècnica de la introspecció per descriure els sentiments i les experiències dels personatges. Publicà el 1992 La vida perdurable (Quaderns Crema), i aconseguí un gran èxit literari amb les novel·les El rei de la casa (Quaderns Crema,1988), que destaca per la descripció molt detallada de les accions dels personatges i per la intenció humorística en el tractament del món de l'ensenyament, objecte de la trama, i Una cara manllevada (Quaderns Crema,2000), radiografia crítica i irònica d'una generació. La seva mort prematura ha truncat una carrera novel·lística que aportava una nova mirada, un proverbial i càustic sentit de l'humor que era la seva manera de mirar el món. El 2002 va rebre el Premi Ramon Llull a títol pòstum.

## Obres

### Novel·la
- El rei de la casa (Quaderns Crema, 1988)
- La vida perdurable (Quaderns Crema, 1992)
- El rei de la selva (Quaderns Crema, 1996)
- Una cara manllevada (Quaderns Crema, 2000)

### Narrativa breu
- Scala averni (1985)
- Parfait amour (Quaderns Crema, 1986)

### Teatre
- Rondaies (Antoni M. Alcover) (1993)
- La meitat de res (1994) [amb Lluís Colom]

### Traduccions
- Un hivern dur (Raymond Queneau) (Quaderns Crema,1988)

### Articles
- Vull una estàtua eqüestre. Cròniques de 1990 a 2001 (Quaderns Crema, 2011)